# Agrani-Ingalgaon, Athni
Agrani-Ingalgaon là một làng thuộc tehsil Athni, huyện Belgaum, bang Karnataka, Ấn Độ.